# Nastawnia (kolejnictwo)
Treść tego artykułu od 2025-07 należy opracować w taki sposób, aby nie uwypuklała nadmiernie polskiej specyfiki / aby nie zawężała się tylko do polskich warunków
 Po wyeliminowaniu niedoskonałości należy usunąć szablon {{Dopracować}} z tego artykułu.

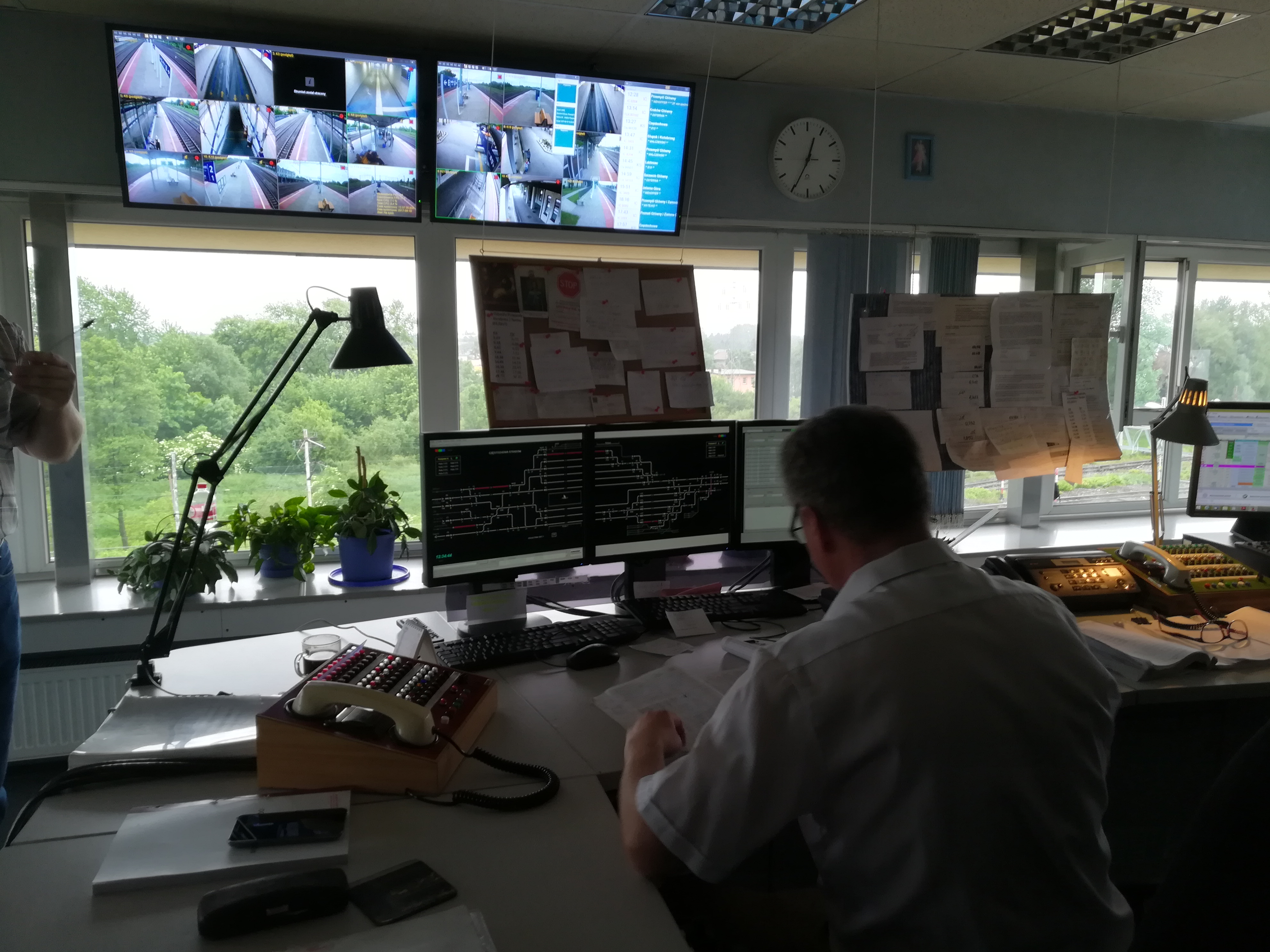
Nastawnia dysponująca Częstochowa Stradom

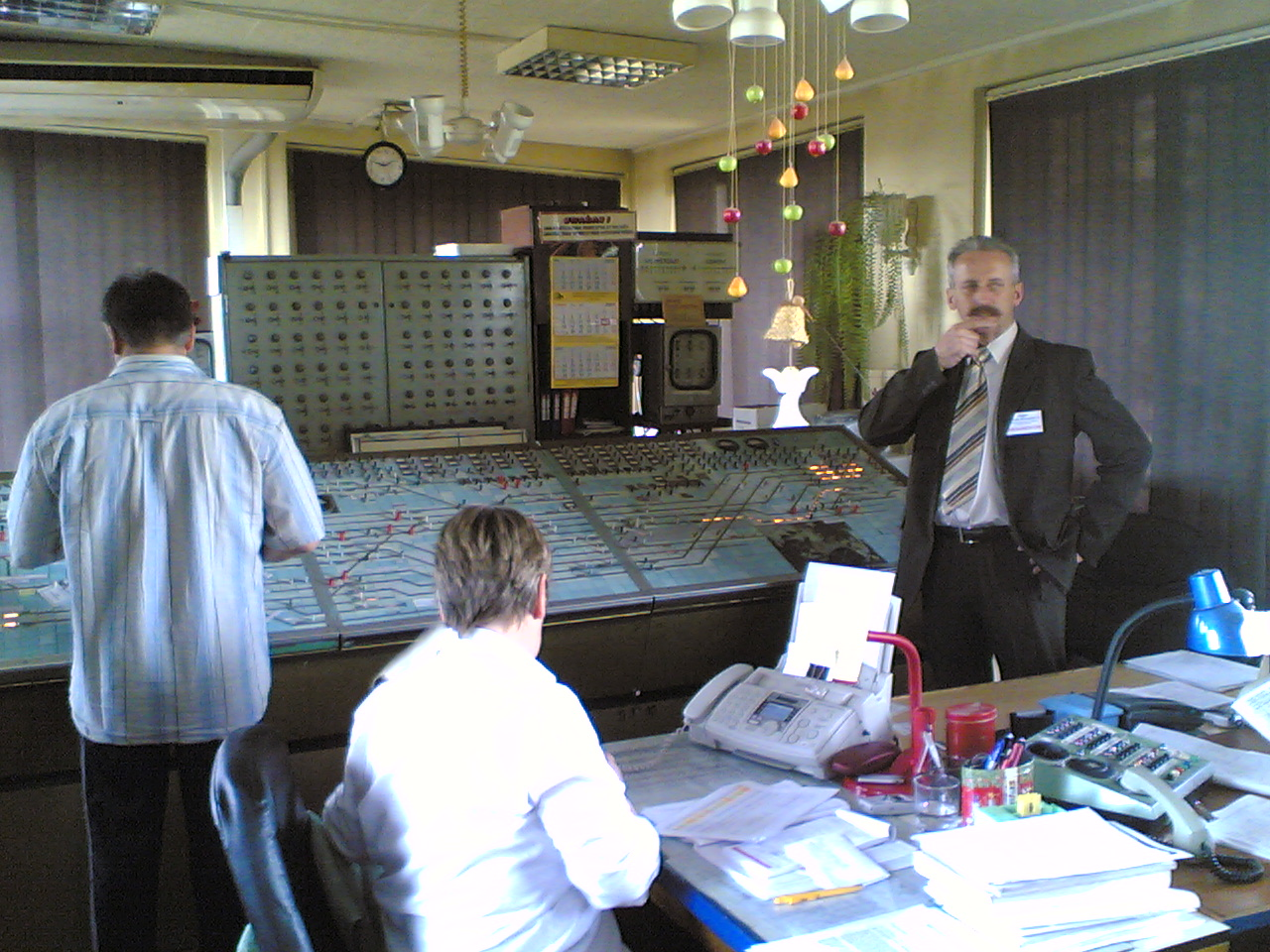
Nastawnia dysponująca stacji Gdynia Główna

Nastawnia – w pojęciu ogólnym: budynek lub pomieszczenie wyposażone w urządzenia do zdalnego sterowania pracą stacji kolejowej; na sieci PKP PLK: posterunek techniczny nastawczy wyposażony w urządzenia nastawcze (nastawnice) z funkcją zależności sygnałów na sygnalizatorach od położenia zwrotnic oraz urządzenia blokowe i łączności. 
Zgodnie z rozporządzeniem w sprawie ogólnych warunków prowadzenia ruchu kolejowego i sygnalizacji organizację pracy i sposób postępowania pracowników posterunków technicznych (m.in. nastawni) określa zarządca infrastruktury w przepisach wewnętrznych. 

## Nastawnie na sieciPKP Polskie Linie Kolejowe
Część stacji kolejowej lub posterunku odgałęźnego, której urządzenia (rozjazdy, semafory) są sterowane z danej nastawnicy, nazywa się okręgiem nastawczym.
Podział nastawni pod względem funkcji w ruchu kolejowym:
- nastawnia dysponująca – posterunek nastawczy, wyposażony w urządzenia dysponowania semaforami w obrębie całej stacji lub w przydzielonym okręgu nastawczym. Jeżeli nastawnia dysponująca wyposażona jest w urządzenia zdalnego sterowania innymi posterunkami ruchu, to nazywamy ją nastawnią zdalnego sterowania. Jeżeli nastawnia zdalnego sterowania wyposażona jest w urządzenia umożliwiające szeroką integrację i automatyzację działania systemów sterowania ruchem kolejowym w jednym lub kilku okręgach zdalnego sterowania, to nazywamy ją Lokalnym Centrum Sterowania (LCS)[5]

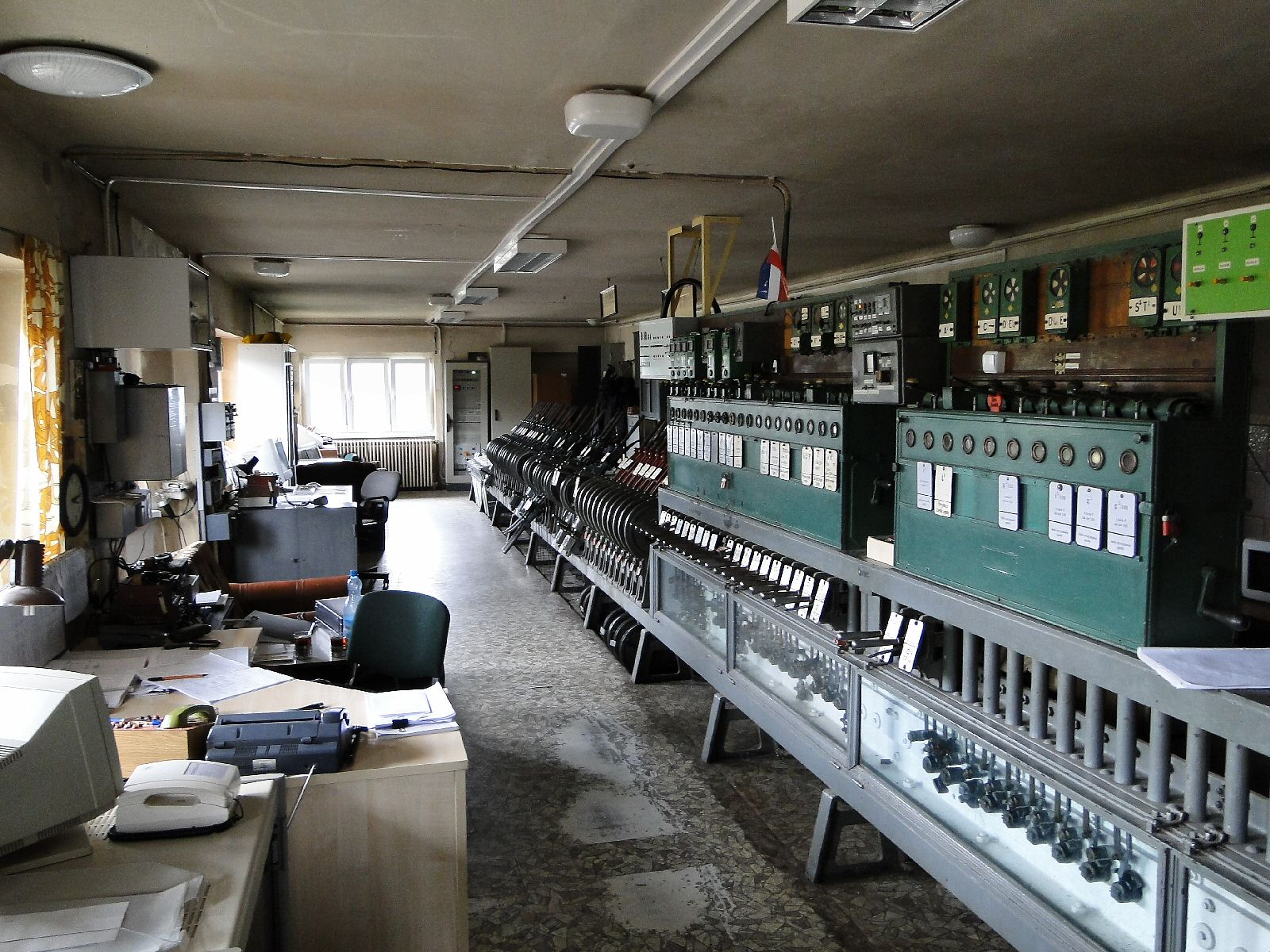
Nastawnia dysponująca Szczecin Gumieńce

- Nastawnia dysponująca Szczecin Gumieńcenastawnia wykonawcza – posterunek nastawczy wyposażany w urządzenia sterowania ruchem kolejowym we własnym okręgu nastawczym który nastawia sygnały na semaforach na polecenie dyżurnego ruchu. Nastawnia wykonawcza jest podporządkowana nastawni dysponującej[5].
- nastawnia manewrowa – posterunek nastawczy który nastawia zwrotnice i sygnalizatory dla jazd manewrowych. Nastawnia obsługująca zwrotnice w rejonie górki rozrządowej nazywana jest nastawnią rozrządową.

Na nastawni dysponującej osobą prowadzącą ruch pociągu jest dyżurny ruchu dysponujący. Na nastawni zdalnego sterowania osobą prowadzącą ruch jest dyżurny ruchu odcinkowy. Oprócz niego na nastawni mogą pracować również inni pracownicy bezpośrednio zaangażowani w ruch kolejowy: dyżurny ruchu pomocniczy, nastawniczy, zwrotniczy.

Nazwa nastawni dysponującej jest skrótem nazwy stacji, na której się znajduje. W przypadku większej liczby nastawni do skrótu nazwy dodawane są kolejne litery alfabetu. Nastawnię wykonawczą oznacza się symbolem nadrzędnej nastawni dysponującej, uzupełnionym o cyfrę 1, w przypadku większej ilości nastawni wykonawczych każda z nich otrzymuje jako wyróżnik kolejną cyfrę (2, 3, itd.). Jeżeli na stacji znajduje się kilka nastawni dysponujących posiadających podległe nastawnie wykonawcze, oznaczenia nastawni wykonawczych są jedno- i dwucyfrowe i są nadawane w taki sposób, by nastawnie wykonawcze na tej samej stacji nie posiadały takiego samego wyróżnika cyfrowego. W tym przypadku najczęściej każda nastawnia dysponująca ma przydzielony pełny zakres dziesiątek (1 – 9, 11 – 19, 21 – 29, itd.), z których to zakresów oznacza się kolejne podległe nastawnie wykonawcze.

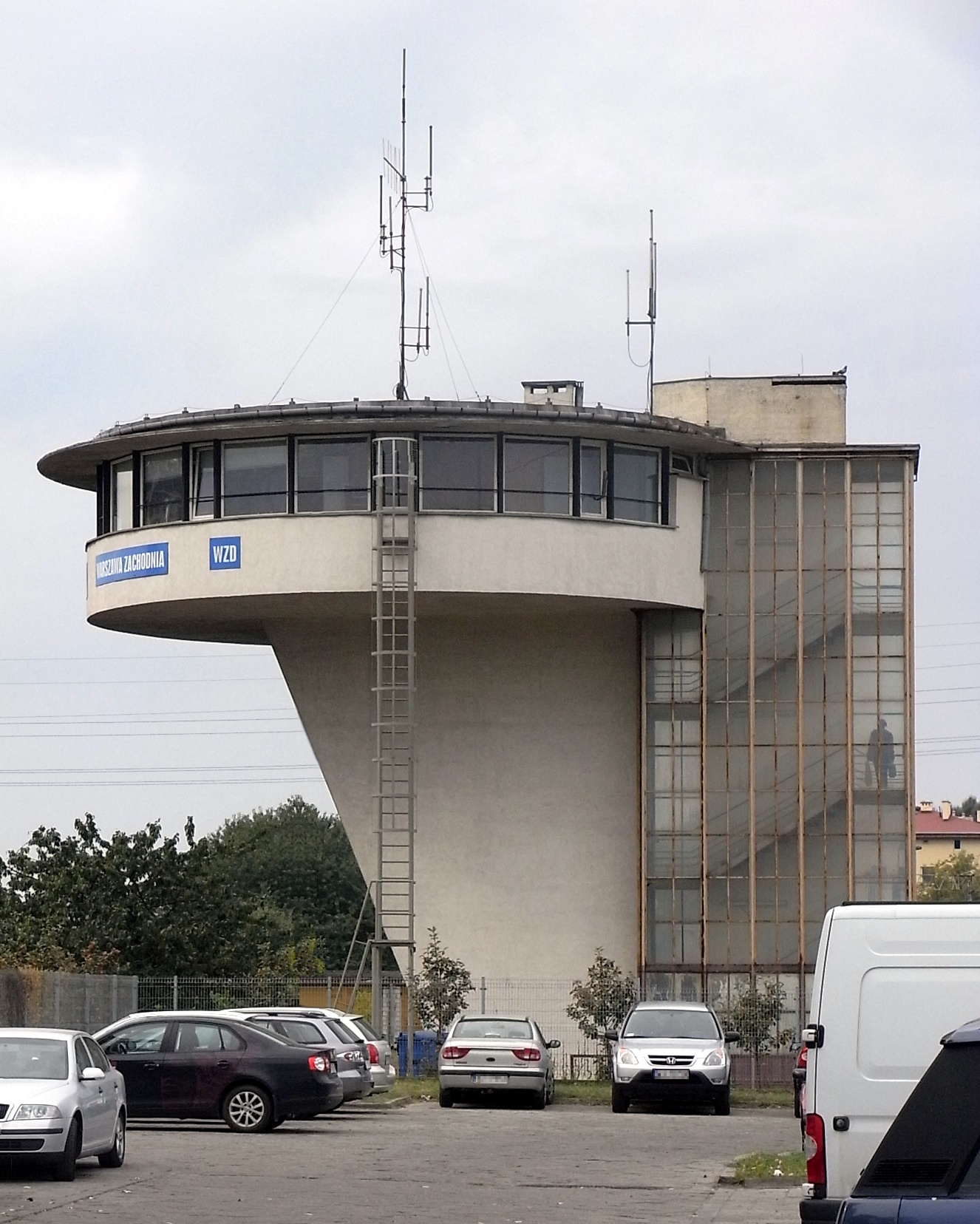
Jedno pomieszczenie nastawni zabytkowego grzybka (1965) na stacji Warszawa Zachodnia mieściło dawniej trzy nastawnice - okręgi nastawcze dysponujące WZP, WZD i WZS
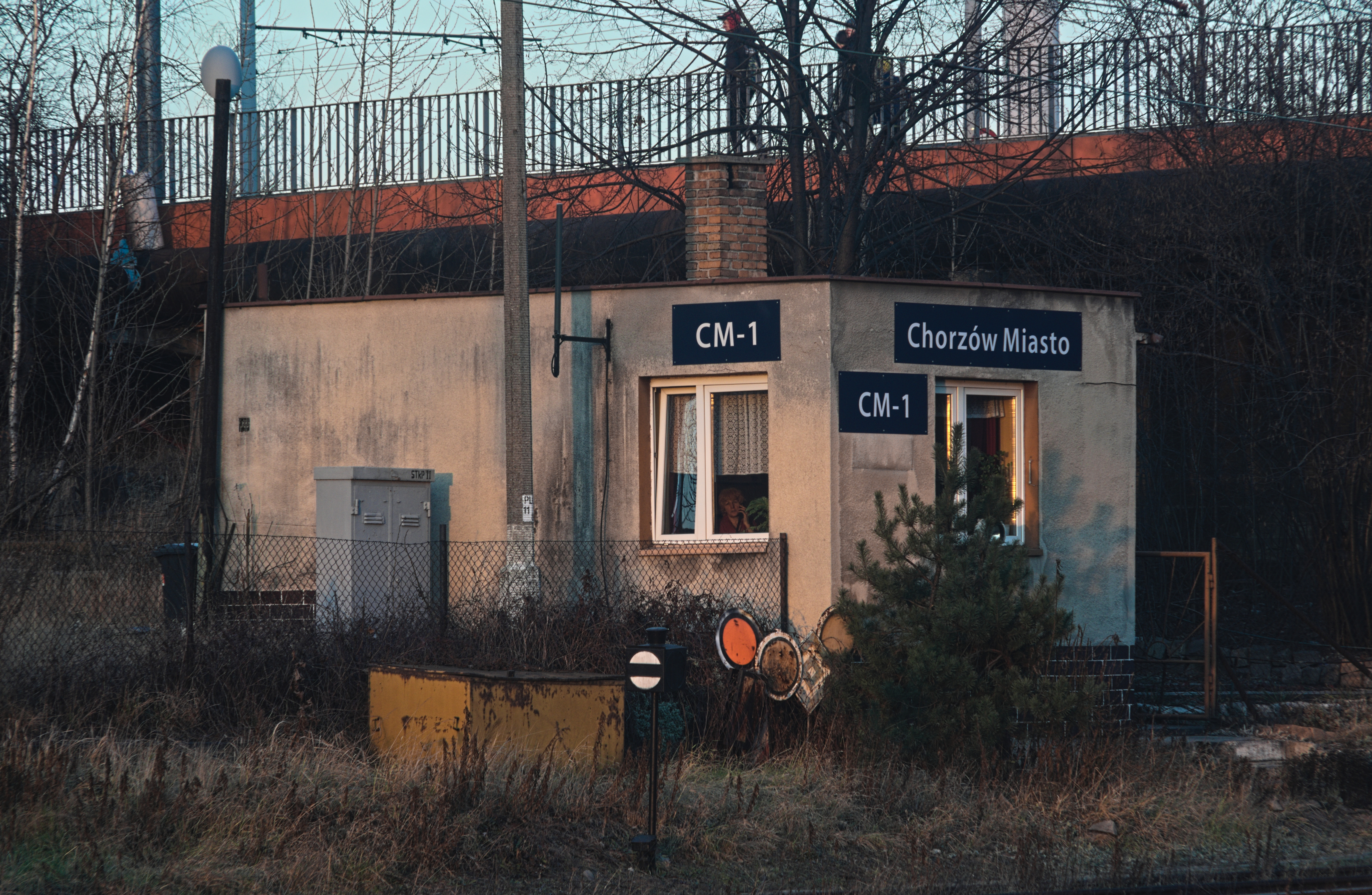
Zlikwidowana nastawnia na stacji Chorzów Miasto.
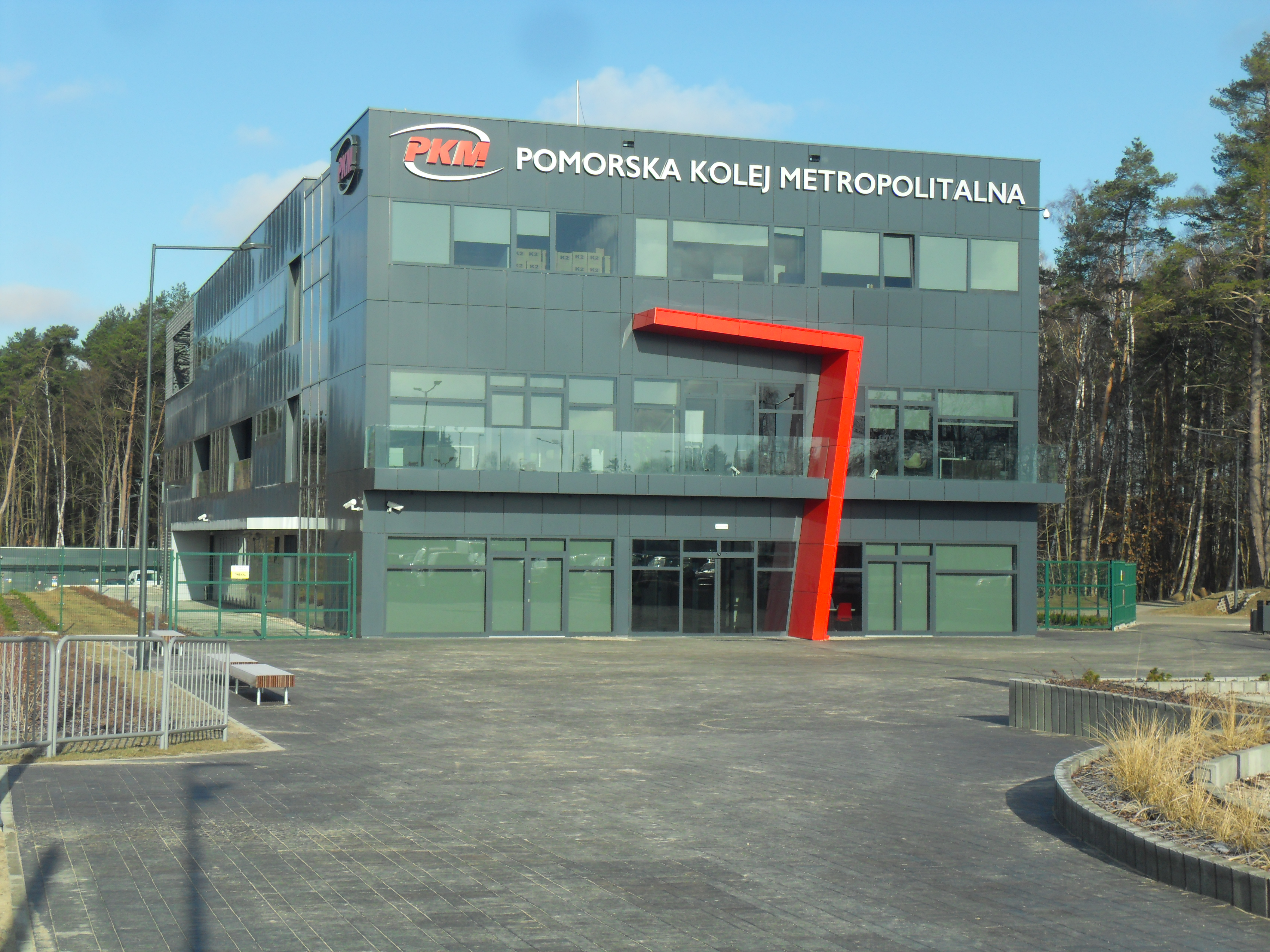
Budynek w którym znajduje się nastawnia Lokalnego Centrum Sterowania Pomorskiej Kolei Metropolitarnej
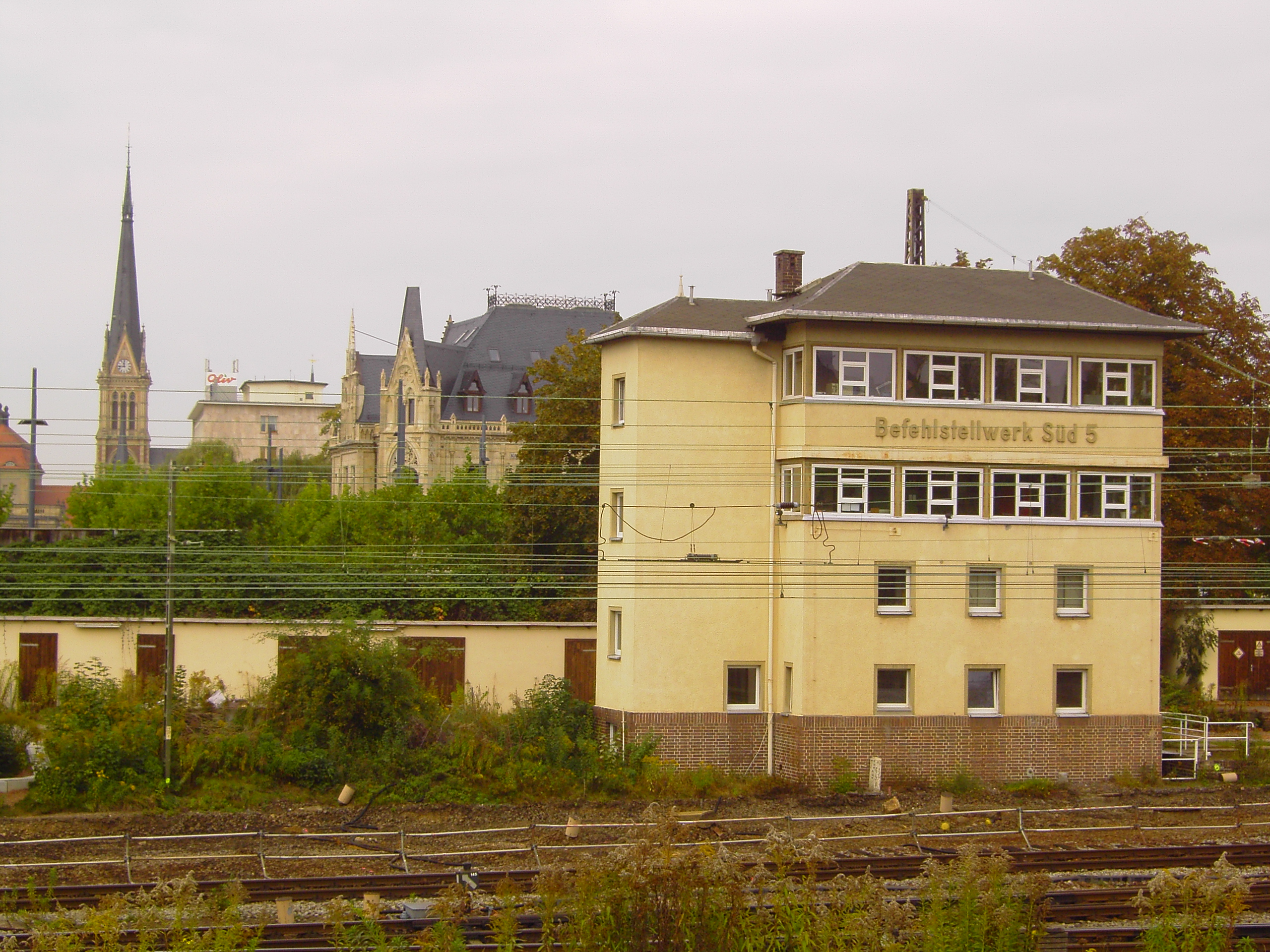
W jednym budynku może znajdować się więcej niż jedna nastawnia. Pomieszczenia mogą być na innych piętrach (np. Lublin Tatary LTB i LT11[8]). Zdjęcie ilustracyjne nastawni w Chemnitz.
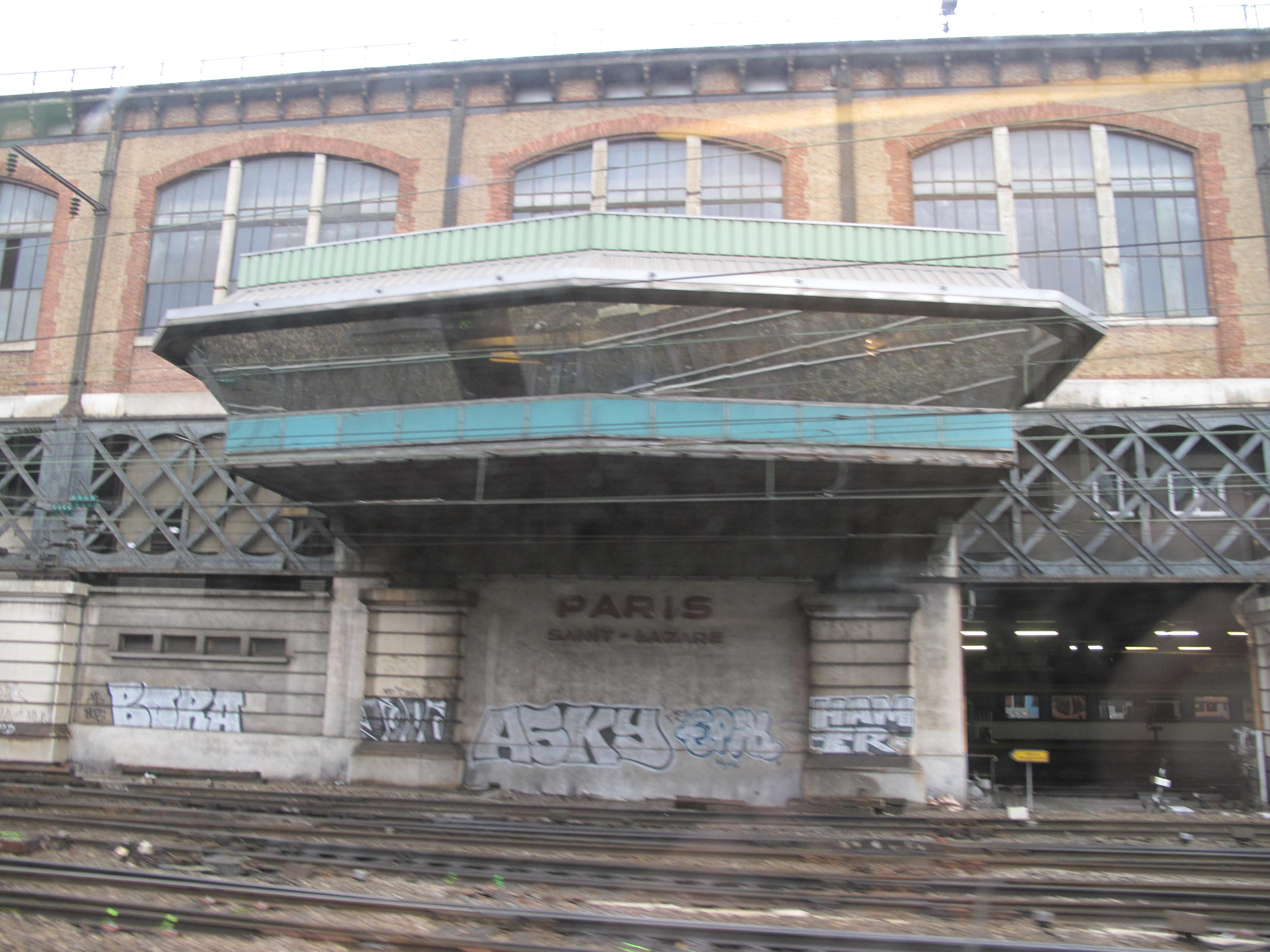
Nowoczesna nastawnia została dobudowana w latach 60. XX wieku do XIX wiecznego dworca kolejowego Paris Saint Lazare.

### Wyposażenie iurządzenia sterowania ruchem kolejowymna nastawniach PKP PLK
|                                        | 2003      | 2004      | 2005      | 2006       | 2007       | 2008       | 2009    | 2010 | 2011     | 2012      | 2013       | 2014       | 2015       | 2016       | 2018       | 2019        | 2020        | 2021      | 2022      | 2023      |
| -------------------------------------- | --------- | --------- | --------- | ---------- | ---------- | ---------- | ------- | ---- | -------- | --------- | ---------- | ---------- | ---------- | ---------- | ---------- | ----------- | ----------- | --------- | --------- | --------- |
| Lokalne Centra Sterowania              | 6         | 8         | 10        | 10         | 10         | 15         | 19      | 19   | 26       | 26        | 28         | 27         | 31         | 27         | 30         | 36          | 43          | 44        | 53        | 65        |
| Urządzenia Komputerowe                 | 29 (1,6%) | 37 (1,7%) | 39 (1,8%) | 43 (1,94%) | 52 (2,39%) | 68 (3,19%) | 99 (5%) | 108  | 112 (6%) | 126 (6%)  | 148 (7%)   | 166 (8%)   | 215 (10%)  | 233 (11%)  | 252 (12%)  | 336 (15,7%) | 379 (18,4%) | 20,3%     | 473 (23%) | 27%       |
| Urządzenia Przekaźnikowo-Komputerowe   | 2%        | 2%        | 2%        | 2%         | 1,95%      | 2,26%      | 2%      | b/d  | 2%       | 2%        | 63 (2%)    | 78 (3%)    | 76 (3%)    | 81 (3%)    | 84 (3%)    | 107 (3,4%)  | 122 (4,1%)  | 4,3%      | 141 (5%)  | 5%        |
| Urządzenia Przekaźnikowe               | 42,8%     | b/d       | 43,4%     | 42,97%     | 43,11%     | 42,73%     | 43%     | b/d  | 43%      | 43%       | 860 (42%)  | 831 (42%)  | 802 (41%)  | 799 (41%)  | 795 (40%)  | 749 (38,9%) | 722 (37,4%) | 35,9%     | 645 (35%) | 33%       |
| Urządzenia Elektryczne suwakowe        | 7,1%      | 7,1%      | 7,1%      | 7,19%      | 7,07%      | 7,15%      | 7%      | b/d  | 7%       | 7%        | 99 (7%)    | 93 (6%)    | 91 (6%)    | 91 (6%)    | 91 (6%)    | 85 (6,2%)   | 85 (6,1%)   | 6%        | 79 (6%)   | 5%        |
| Urządzenia Mechaniczne scentralizowane | 35,2%     | 34,9%     | 34,3%     | 34,31%     | 34,03%     | 33,73%     | 33%     | b/d  | 32%      | 32%       | 1203 (32%) | 1168 (32%) | 1116 (31%) | 1073 (30%) | 1052 (30%) | 957 (27,4%) | 916 (26,1%) | 25,8%     | 842 (24%) | 23%       |
| Urządzenia Mechaniczne kluczowe        | 11,3%     | 11,2%     | 11,4%     | 11,58%     | 11,45%     | 10,94%     | 10%     | b/d  | 10%      | 10%       | 710 (10%)  | 682 (9%)   | 666 (9%)   | 639 (9%)   | 620 (9%)   | 595 (8,4%)  | 566 (8%)    | 7,8%      | 513 (7%)  | 6%        |
| Urządzenia dSAT                        | 140       | około 150 | około 150 | 152        | 152        | 172        | 175     | b/d  | b/d      | 182       | b/d        | 187        | 192        | 204        | 213        | 213         | 227         | 233       | 233       | 241       |
| Urządzenia SBL                         | 2 474 km  | 2 661 km  | 2 596 km  | 2 552 km   | 2 701 km   | 2 876 km   | b/d     | b/d  | b/d      | 2 912 km  | 2 780 km   | 2 918 km   | 3 172 km   | 3 197 km   | 3 315 km   | 3 313 km    | 3 458 km    | 3 570 km  | 3 336 km  | 3 541 km  |
| Urządzenia PBL                         | 13 920 km | 14 313 km | 13 748 km | 13 512 km  | 13 381 km  | 13 203 km  | b/d     | b/d  | b/d      | 12 372 km | 12 285 km  | 12 700 km  | 12 708 km  | 12 665 km  | 12 746 km  | 12 814 km   | 12 856 km   | 12 246 km | 11 838 km | 12 092 km |

Liczba oznacza liczbę lokalnych centrów sterowania, liczbę liczbę okręgów nastawczych odpowiedniego typu urządzeń sterowania ruchem lub liczbę urządzeń dSAT
Procent oznacza ile zwrotnic na sieci PKP PLK jest obsługiwanych przez dany typ urządzeń

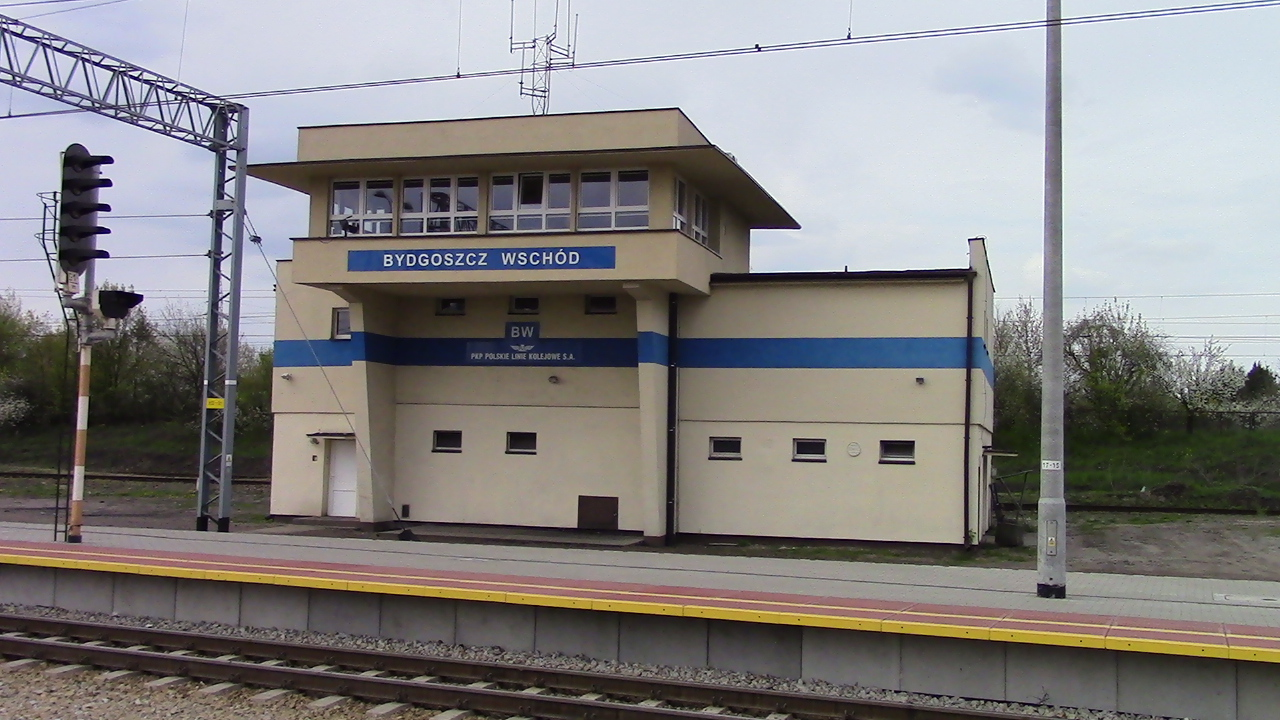
Nastawnia – Bydgoszcz Wschód
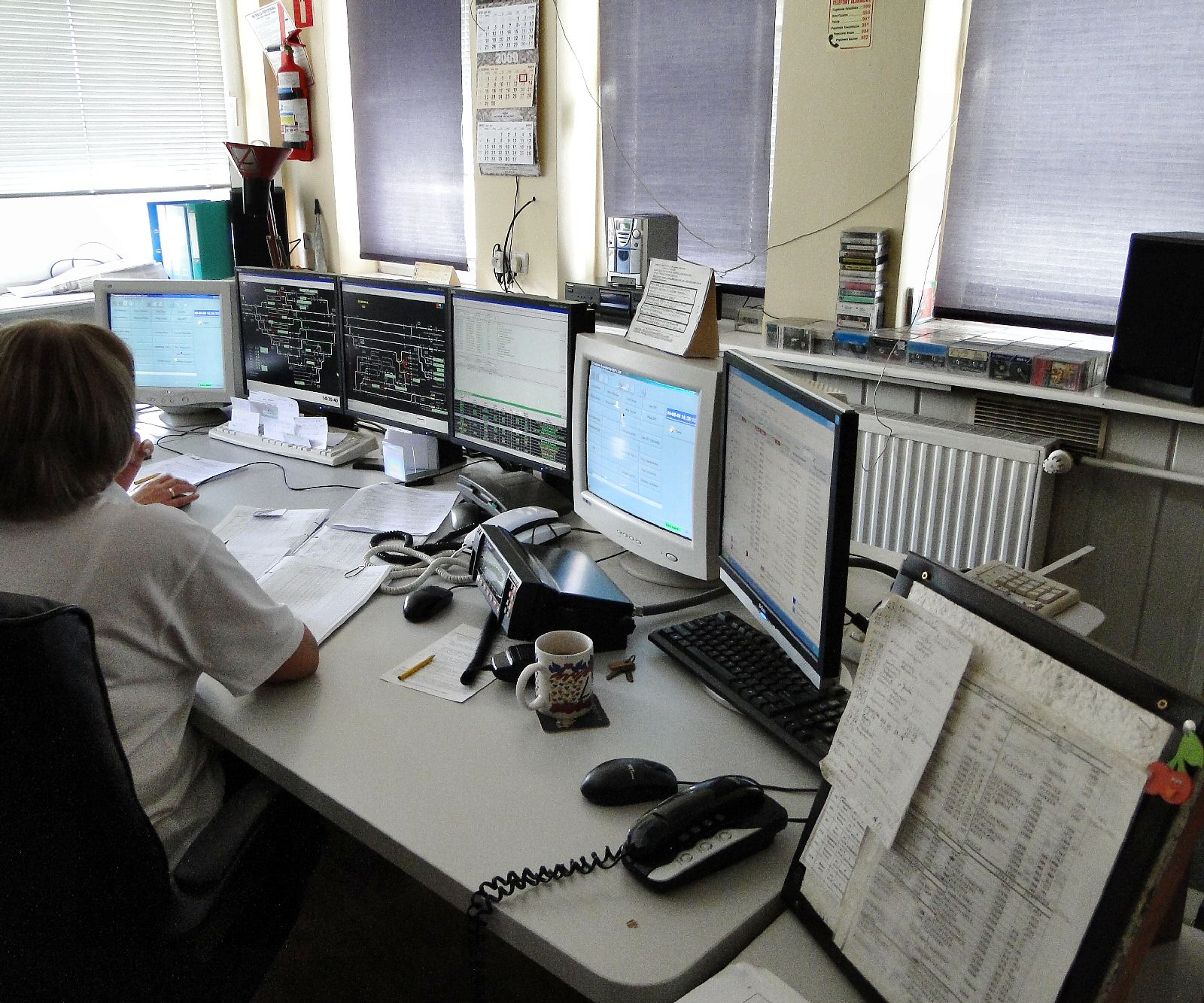
Nastawnia komputerowa na stacji Szczecin Główny
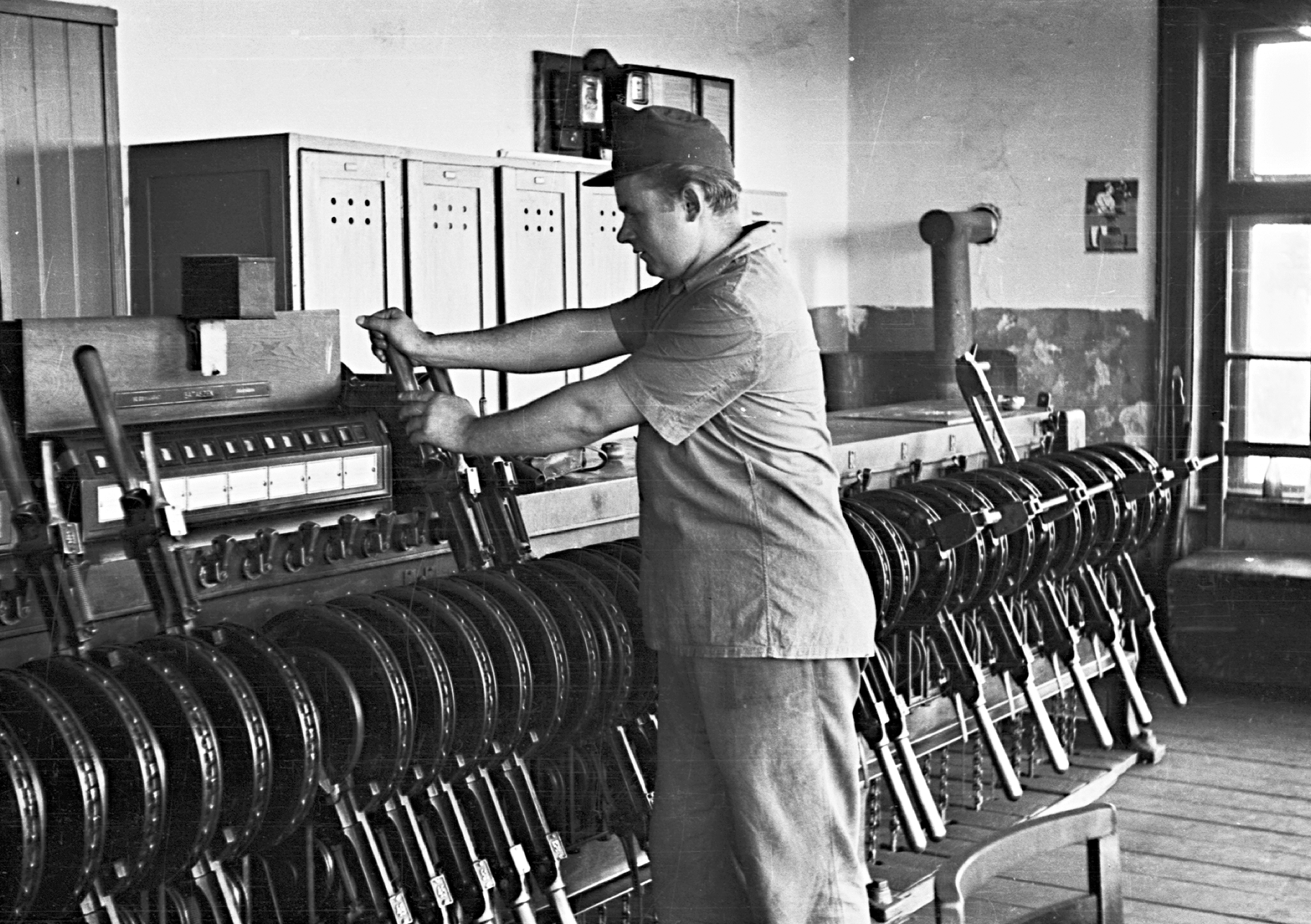
Wnętrze nastawni mechanicznej z lat 60 XX w.
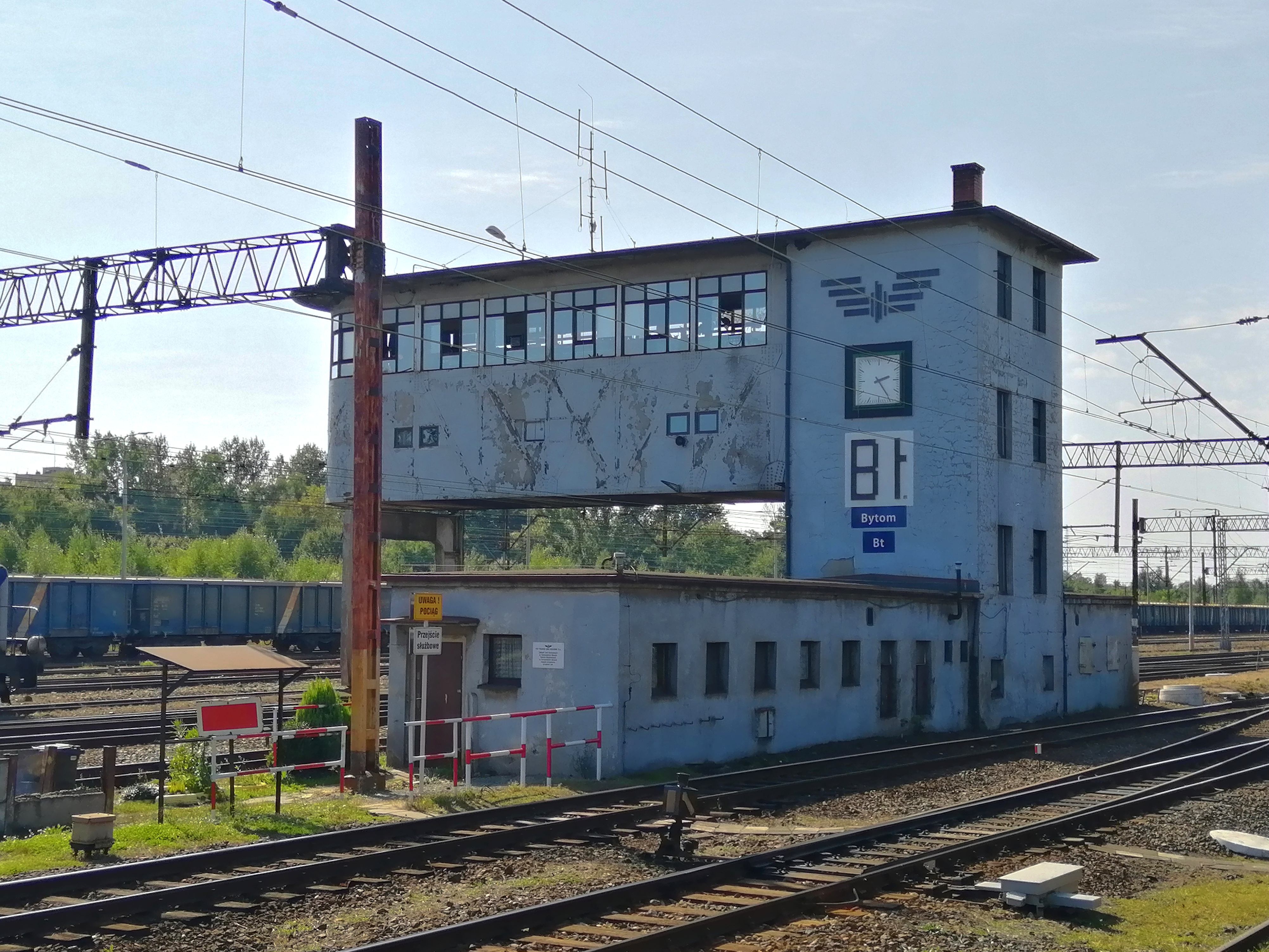
Zabytkowa nastawnia bramowa na stacji Bytom
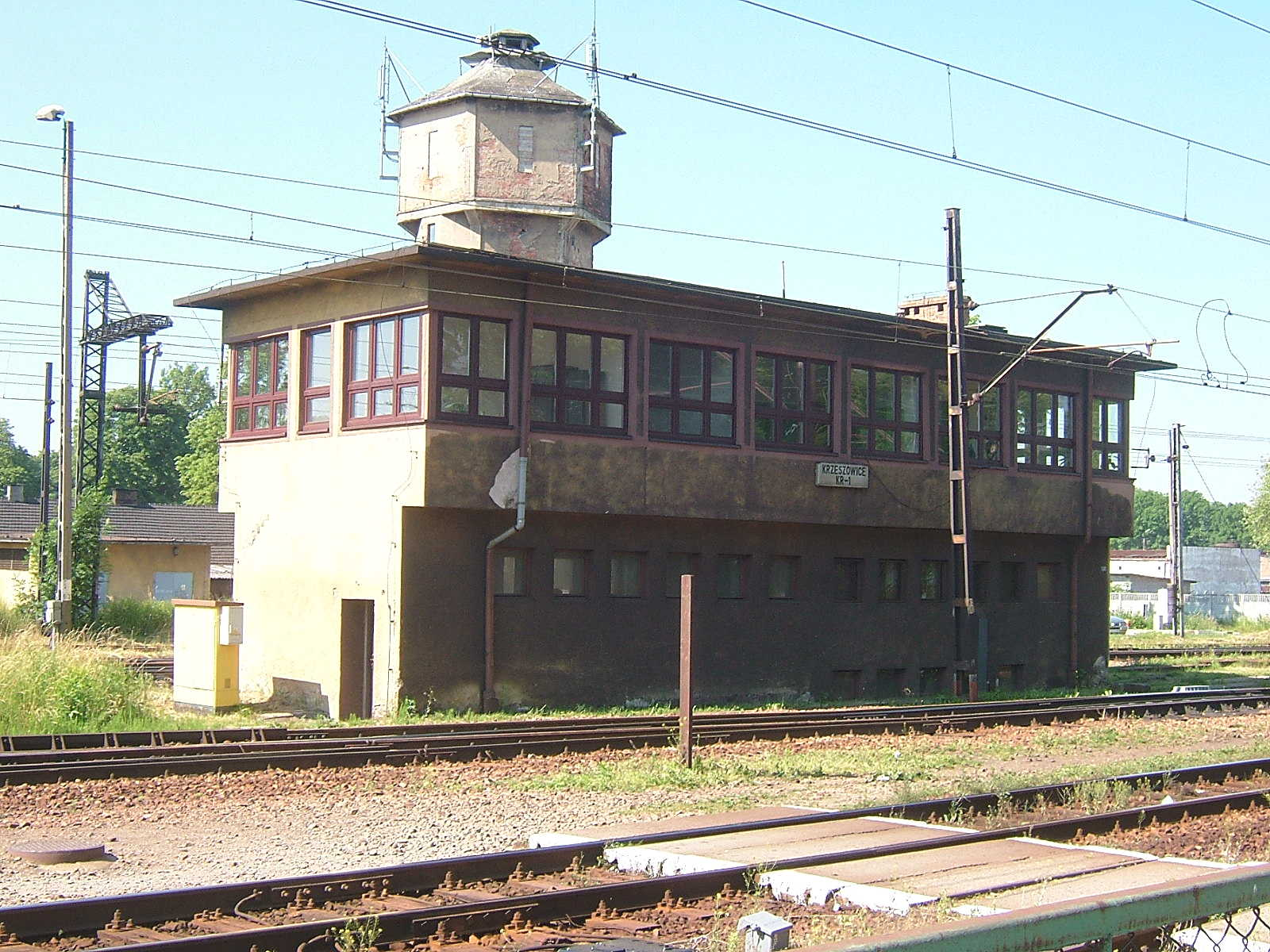
Nastawnia i była (nieczynna) wieża ciśnień z nadajnikami sieci Orange koło stacji Krzeszowice
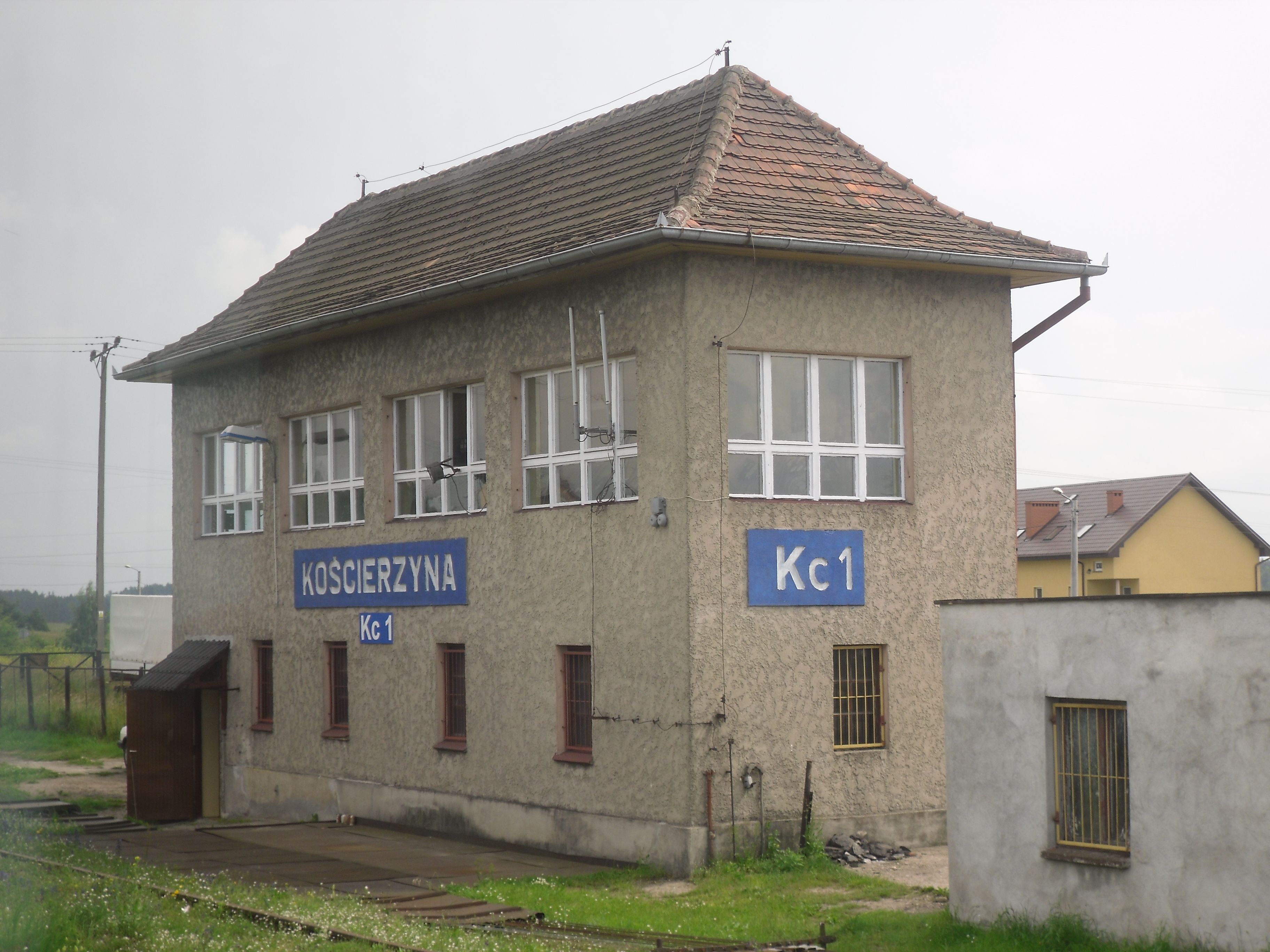
Nastawnia Kc1 w Kościerzynie
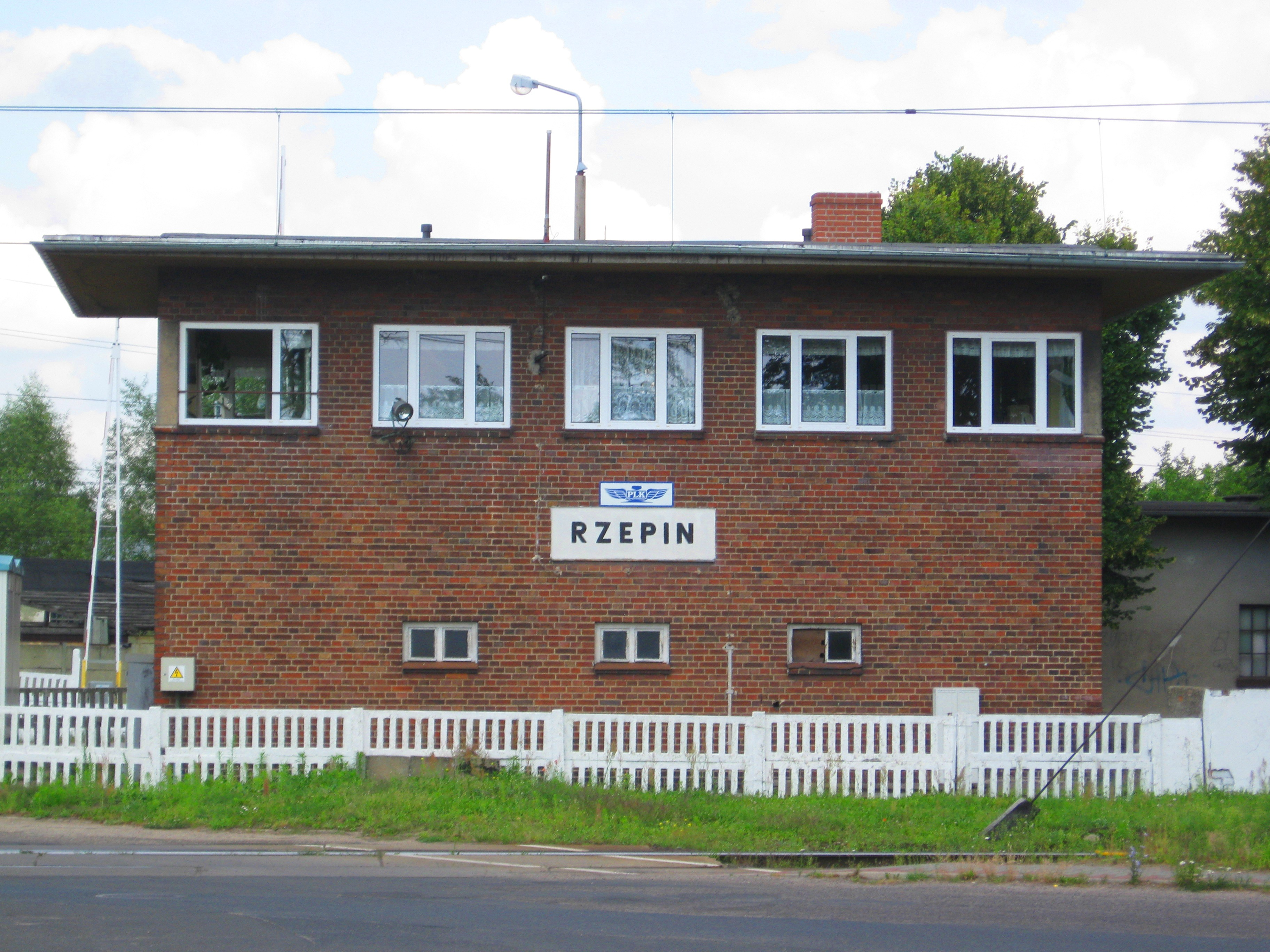
Nastawnia w Rzepinie
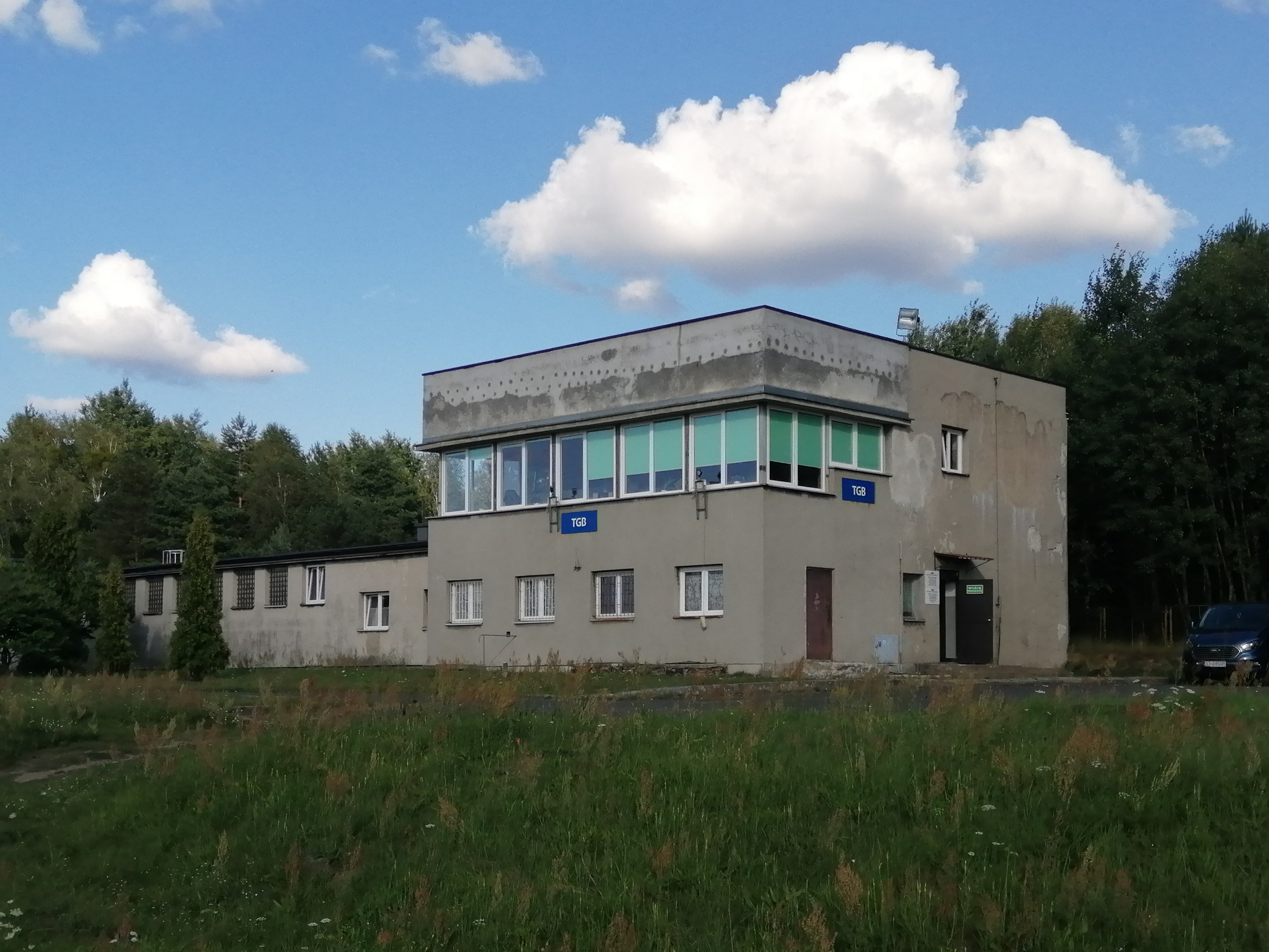
Nastawnia TGB w Tarnowskich Górach
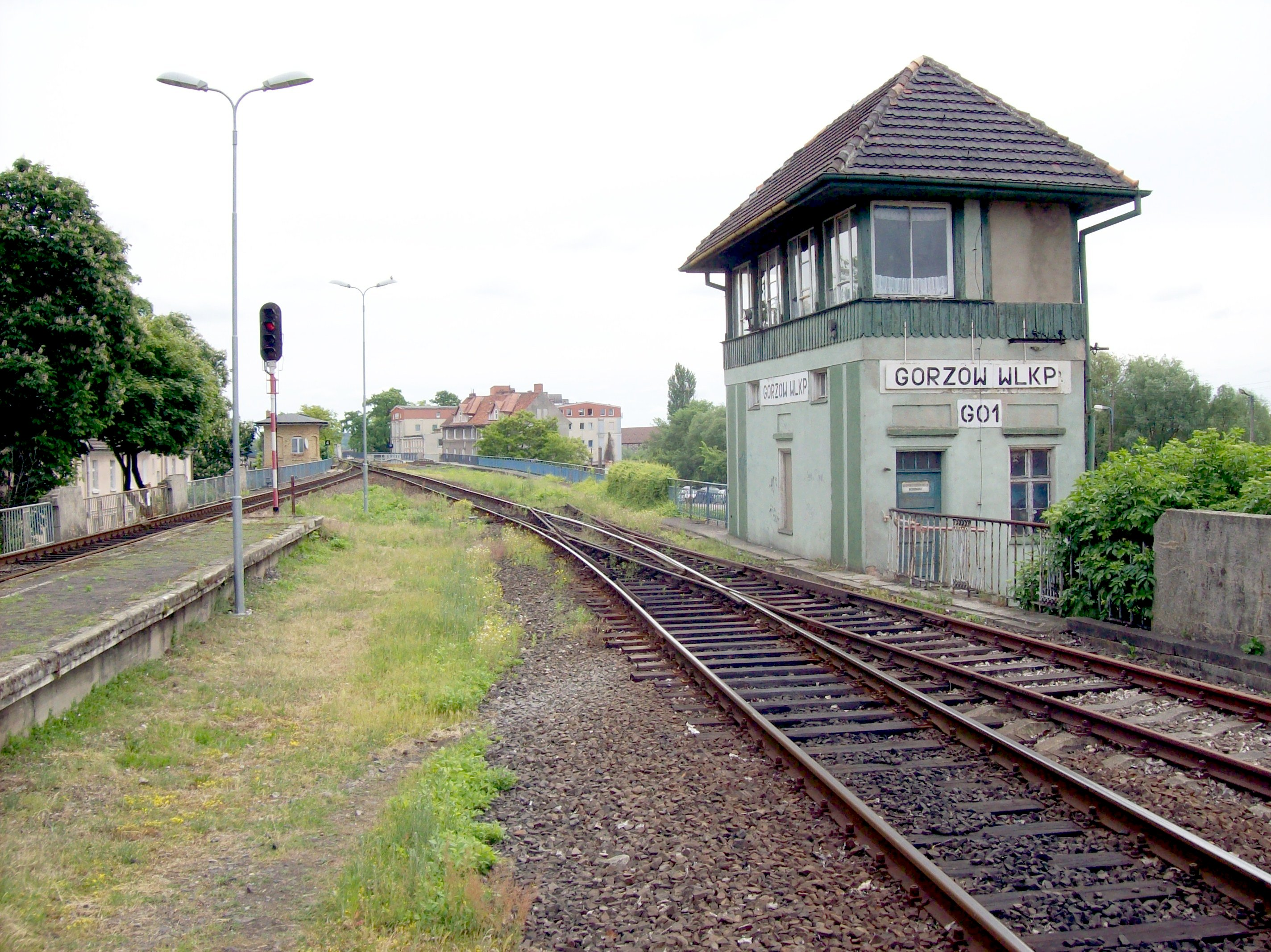
Nastawnia w Gorzowie Wlkp.
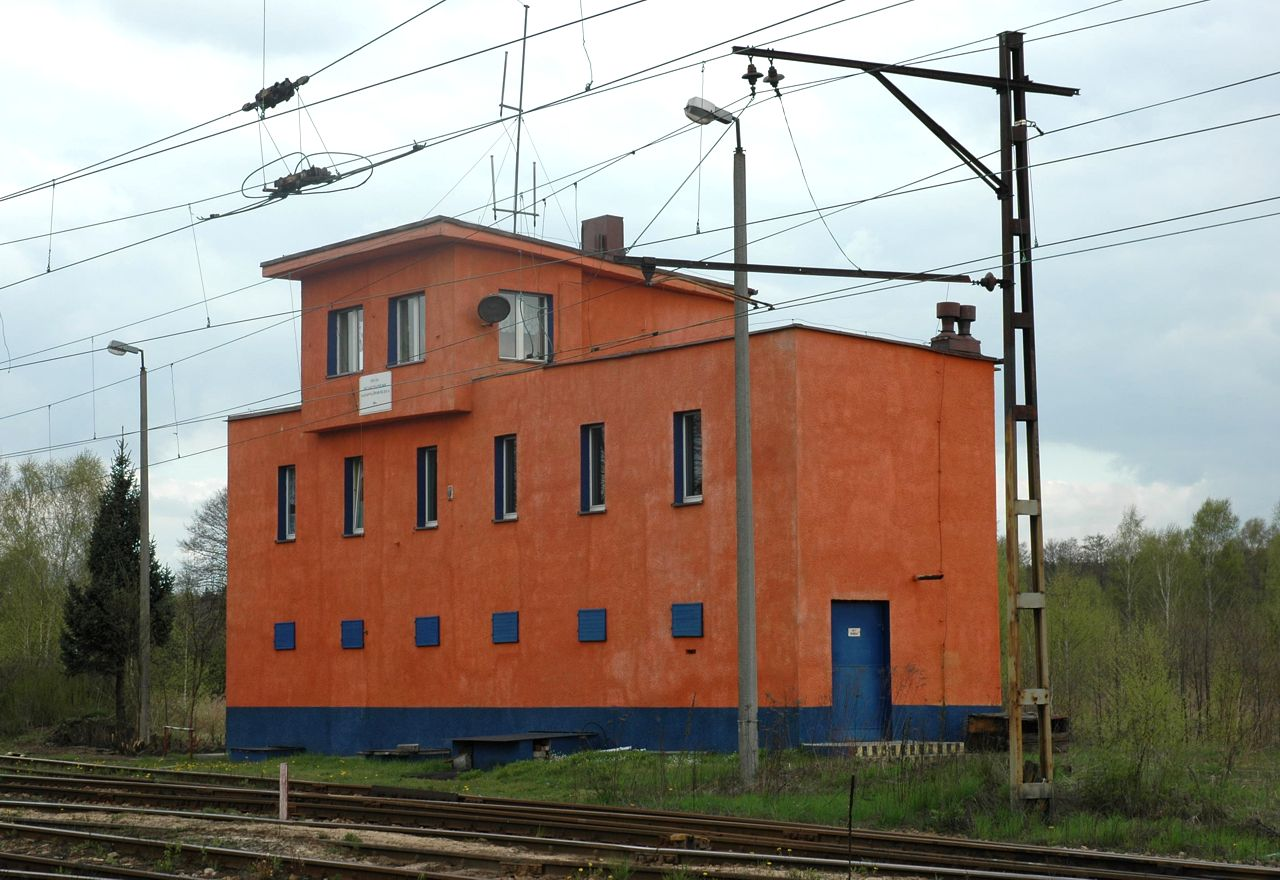
Nastawnia dysponująca, stacja Szczakowa Północ na sieci spółki Infra SILESIA
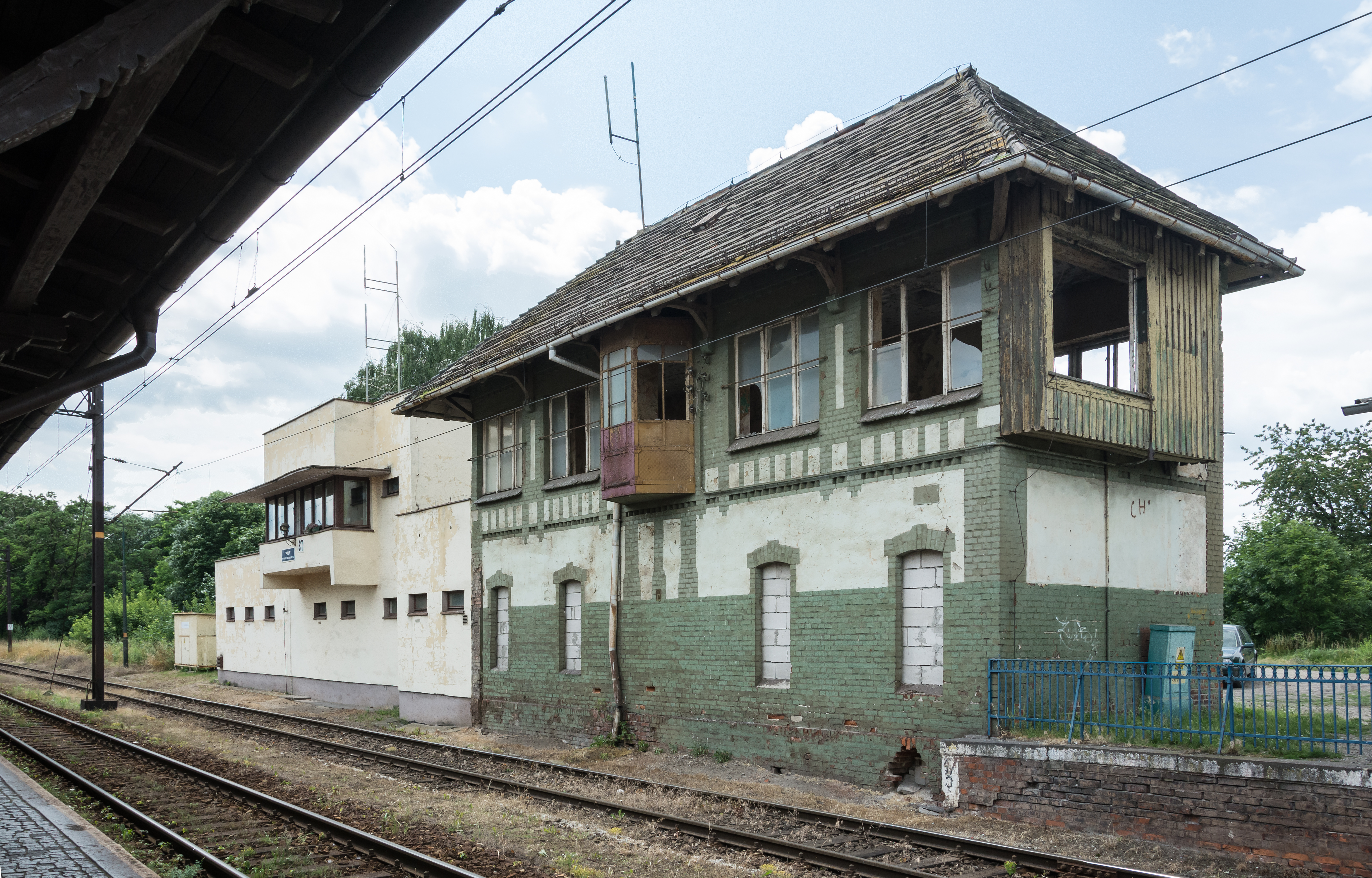
Nastawnia w Strzelinie
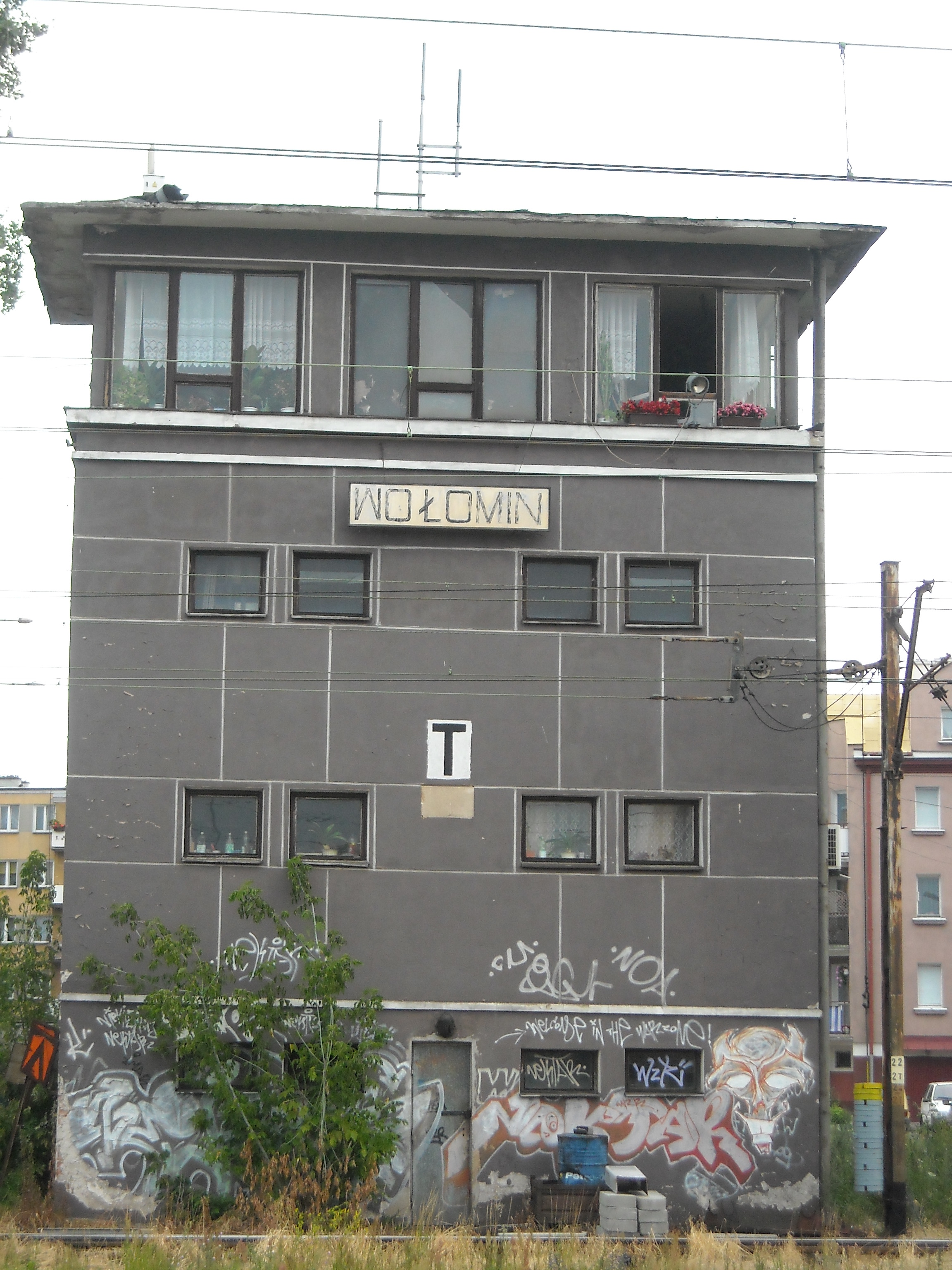
Budynek nastawni na stacji Wołomin
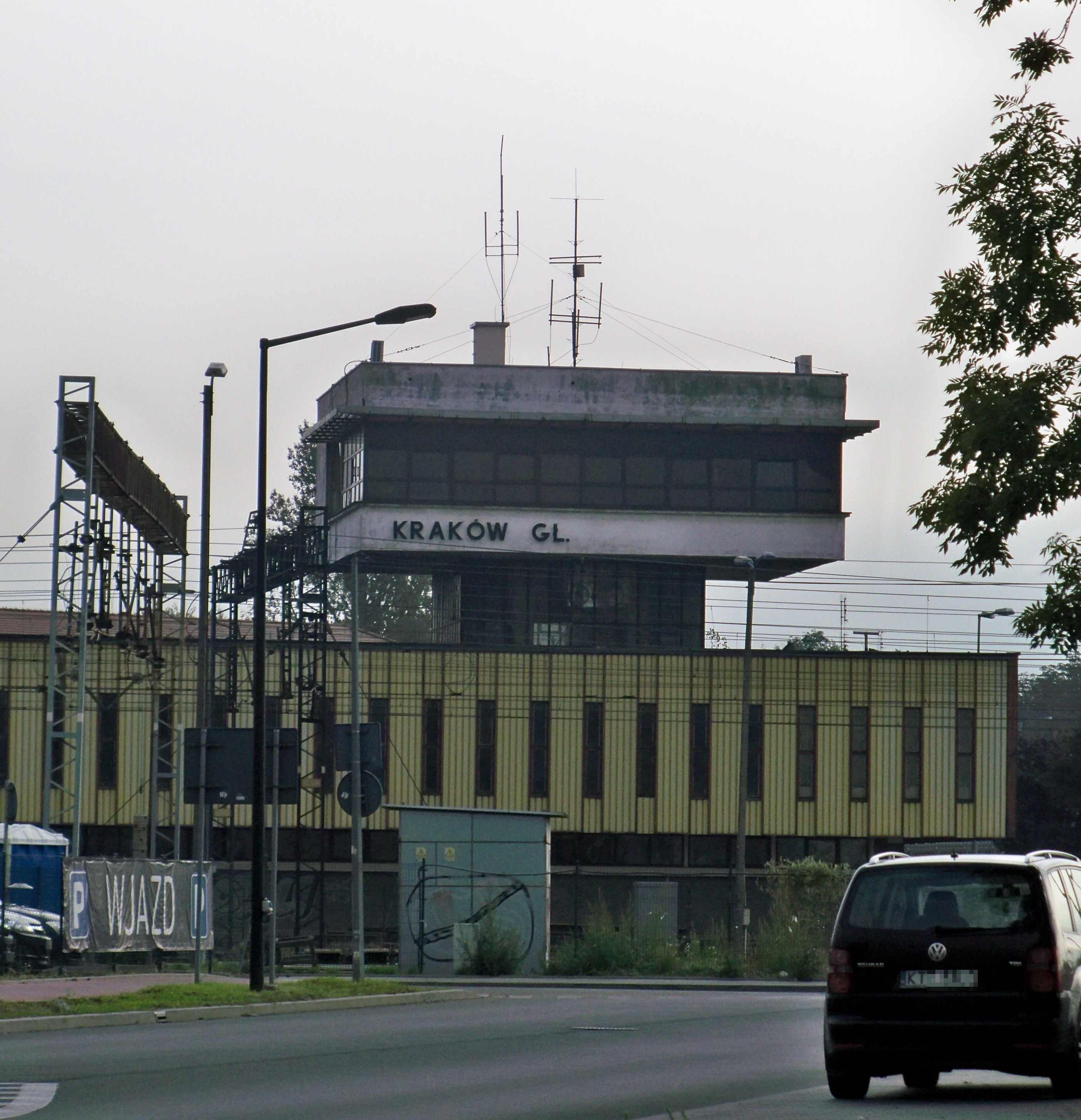
Budynek nastawni dysponującej z lat 70. na stacji Kraków Główny
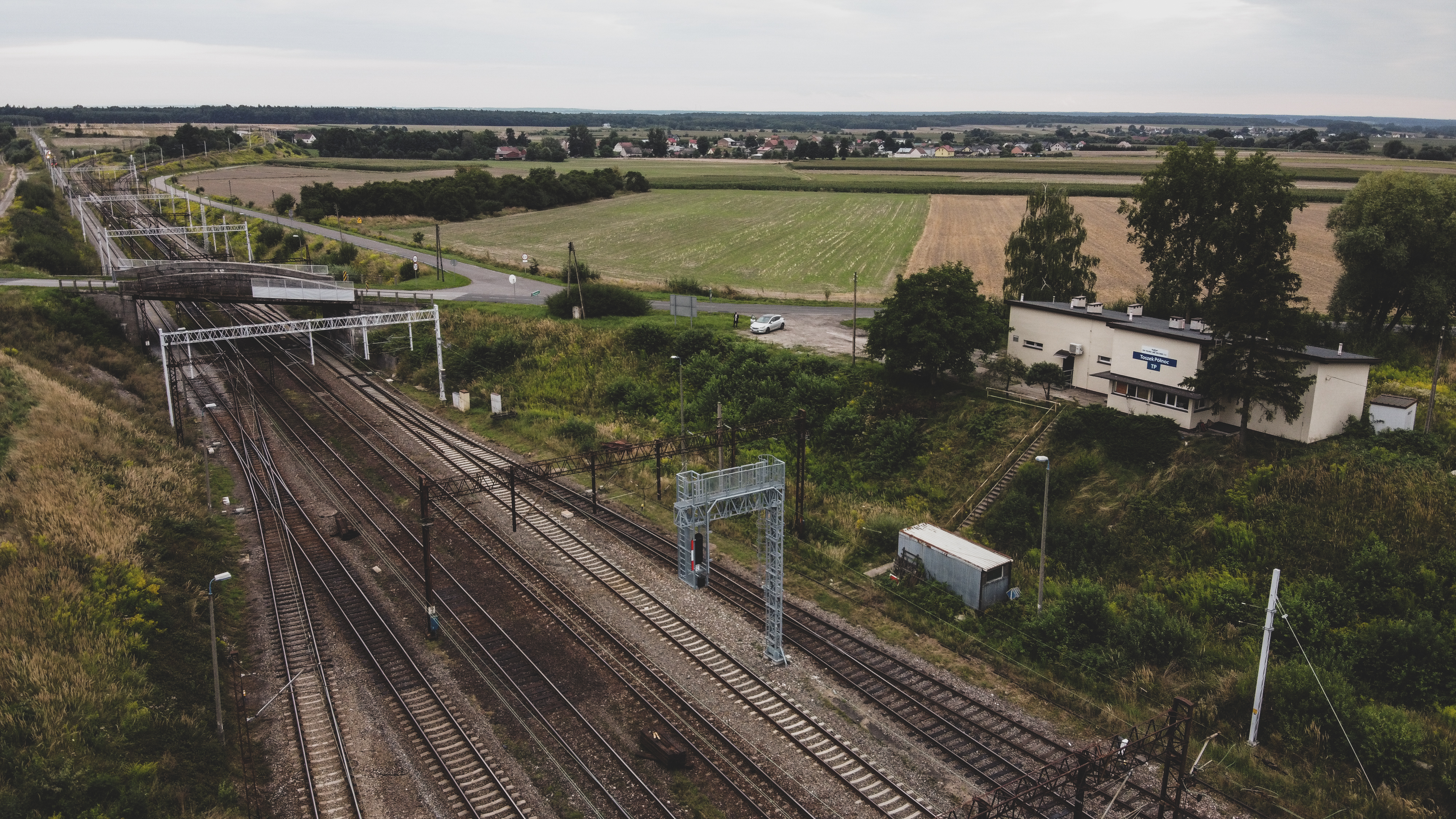
Nastawnia Toszek Północ